# Adolfo Kaminsky
Adolfo Kaminsky (* 1. Oktober 1925 in Buenos Aires, Argentinien; † 9. Januar 2023 in Paris
) war ein Chemiker und Fotograf russisch-jüdischer Herkunft, der durch eine Veröffentlichung seiner Tochter Sarah Kaminsky bekannt wurde, die sein Leben als Ausweisfälscher seit der deutschen Besatzung Frankreichs beschrieb, zunächst als Mitglied der Résistance, um insbesondere Juden vor Verfolgung und Deportation zu bewahren, später für den französischen Geheimdienst, das Deuxième Bureau, den er mit gefälschten deutschen Personalausweisen versorgte, damit Agenten unbekannte Konzentrationslager in Deutschland aufspüren konnten.
Auch nach dem Zweiten Weltkrieg blieb Kaminsky Fälscher, war unter dem Decknamen „Monsieur Joseph“ zunächst für die Nationale Befreiungsfront Algeriens tätig. Später half er französischen Kriegsdienstverweigerern während des Algerienkriegs; auch Daniel Cohn-Bendit nahm seine Dienste in Anspruch.
Insgesamt mehr als 30 Jahre im Untergrund, stieg Kaminsky 1971 aus und arbeitete hauptberuflich als Fotograf, was zuvor sein Tarnberuf gewesen war. Seine Tochter Sarah machte sein Leben 2009 mit einer viel beachteten Biographie öffentlich.

## Leben
Kaminskys Familie stammte aus Russland, sein Vater Salomon Kaminsky war Jude polnischer Nationalität, der eine Russin heiratete und mit ihr 1910 nach Frankreich auswanderte. Aufgrund der sich entwickelnden politischen Situation blieben sie jedoch nur kurz in Frankreich und flohen 1917 nach Argentinien. Dort kamen ihre beiden Söhne zur Welt, der Älteste 1922, gefolgt von Adolfo Kaminsky 1925. Nachdem sich die politische Situation entspannt hatte, ging die Familie 1932 nach Frankreich zurück und ließ sich zunächst in Paris nieder, wo Salomon Kaminsky als Schneider arbeitete. 1938 zogen sie nach Vire, wo bereits ein Onkel Salomon Kaminskys lebte. Hier begann Adolfo Kaminsky im Alter von 14 Jahren eine Färberlehre und bildete sich in Chemie weiter.
Nach der Eroberung weiter Teile Frankreichs 1940 besetzte die deutsche Wehrmacht das Wohnhaus der Familie und brachte sie, wie alle jüdischen Familien Vires, in eine Sammelwohnung, wo sie von den örtlichen Behörden registriert und unter Beobachtung gestellt wurden. Im November 1940 kam Kaminskys Mutter auf der Bahnstrecke Paris – Granville durch ungeklärte Umstände ums Leben; eine Ermordung durch die Nazis wird vermutet, ist aber nicht nachgewiesen. Am 22. Oktober 1943 wurde der Rest der Familie von den Besatzern verhaftet, zunächst im Gefängnis Maladrerie in Caen interniert und eine Woche später in das Sammellager Drancy überführt. Aufgrund einer Intervention des argentinischen Botschafters wurden sie jedoch am 22. Dezember 1943 überraschend entlassen. Da Argentinien am selben Tag die diplomatischen Beziehungen zum Deutschen Reich abbrach, war die Familie in Gefahr, erneut verhaftet und deportiert zu werden.
Adolfo Kaminsky ging Ende 1943 in den Untergrund und trat der französischen Résistance bei, wo er wegen seiner Chemie-Kenntnisse der „Sechsten“ La sixième, einer kleinen jüdischen Gruppe zugeteilt wurde, die in Paris ein Fälscherlabor der Widerstandsbewegung betrieb. Kaminsky begann, gefälschte Papiere herzustellen – jede Art von Dokumenten, wie Ausweise, Pässe, Taufscheine, Geburtsurkunden, Führerscheine, Zeugnisse. Es waren in der Regel stets ganze Serien von Papieren zu fälschen, die die Flüchtlinge benötigen, um eine glaubwürdige Vita zu erfinden und vorzuspiegeln.
Nach dem Zweiten Weltkrieg blieb Kaminsky im Untergrund und verhalf zunächst überlebenden Juden mit gefälschten Papieren zur Einreise nach Palästina. Später versorgte er verschiedene Widerstandsbewegungen mit falschen Papieren und Identitäten. Vom Algerienkrieg und den südamerikanischen Befreiungsbewegungen bis zu den Aufständen gegen Diktatoren wie Salazar, Franco oder die griechischen Obristen und der südafrikanischen Anti-Apartheidsbewegung: Kaminsky unterstützte Verfolgte mit falschen Papieren und wandte dabei technisch immer ausgefeiltere Methoden an. Zur Tarnung arbeitete er als Fotograf, wo seine erforderlichen Gerätschaften kein Aufsehen erregten.
Die nach eigener Aussage „medienwirksamste und unnötigste“ Fälschung habe er für Daniel Cohn-Bendit geliefert. Als einer der Führer der Studentenrevolte vom Mai 1968 wurde der als „Dany le Rouge“ bekannte Cohn-Bendit aus Frankreich ausgewiesen. Mit Kaminskys Hilfe reiste er mit falschen Papieren wieder ein.
1971 lieferte Kaminsky seine letzte Fälschung und stieg aus, weil seine Enttarnung drohte und es ihm nicht mehr gelang, mit seinem Tarnberuf genügend Geld zu verdienen, um seine Familie zu ernähren. Denn er hatte nach eigener Aussage für seine Fälscherarbeiten niemals Geld genommen. Er zog nach Algerien, wo er die Tuareg Leïla heiratete und sein „Bonusleben“ begann, wie er es nannte. Kaminsky hatte drei Kinder; 1973 kam sein Erstgeborener, Atahualpa, zur Welt, 1977 sein zweiter Sohn José Youcef Lamine, der in Frankreich als Rapper Rocé bekannt ist. 1979 wurde Tochter Sarah geboren, die Schauspielerin und Drehbuchautorin wurde und 2009 eine Biographie ihres Vaters veröffentlichte, die hohe Aufmerksamkeit erreichte und in viele Sprachen übersetzt wurde. Ab 1982 lebte Kaminsky mit seiner Familie wieder in Frankreich.